# Municipio de Grant (condado de Linn)
El municipio de Grant (en inglés: Grant Township) es un municipio ubicado en el condado de Linn en el estado estadounidense de Iowa. En el año 2010 tenía una población de 1376 habitantes y una densidad poblacional de 14,85 personas por km².

## Geografía
El municipio de Grant se encuentra ubicado en las coordenadas 42°15′5″N 91°45′29″O / 42.25139, -91.75806. Según la Oficina del Censo de los Estados Unidos, el municipio tiene una superficie total de 92.66 km², de la cual 92,64 km² corresponden a tierra firme y (0,03 %) 0,03 km² es agua.

## Demografía
Según el censo de 2010, había 1376 personas residiendo en el municipio de Grant. La densidad de población era de 14,85 hab./km². De los 1376 habitantes, el municipio de Grant estaba compuesto por el 98,26 % blancos, el 0,36 % eran afroamericanos, el 0,22 % eran amerindios, el 0,07 % eran de otras razas y el 1,09 % eran de una mezcla de razas. Del total de la población el 0,58 % eran hispanos o latinos de cualquier raza.